# 孫昺 (嘉靖乙未進士)
孫昺（1497年—？），字尚晦，山東東昌府臨清州人，軍籍，明朝政治人物。

## 生平
正德十四年（1519年）己卯科山東鄉試第二十二名舉人。嘉靖十四年（1535年）中式乙未科會試第二百八名，登第三甲第七十名進士。官至户部主事。

## 家族
曾祖孫剛；祖父孫英；父孫輅，母曹氏；繼母劉氏。慈侍下。兄孙昂。